# Orden des Heiligen Georg und Heiligen Konstantin

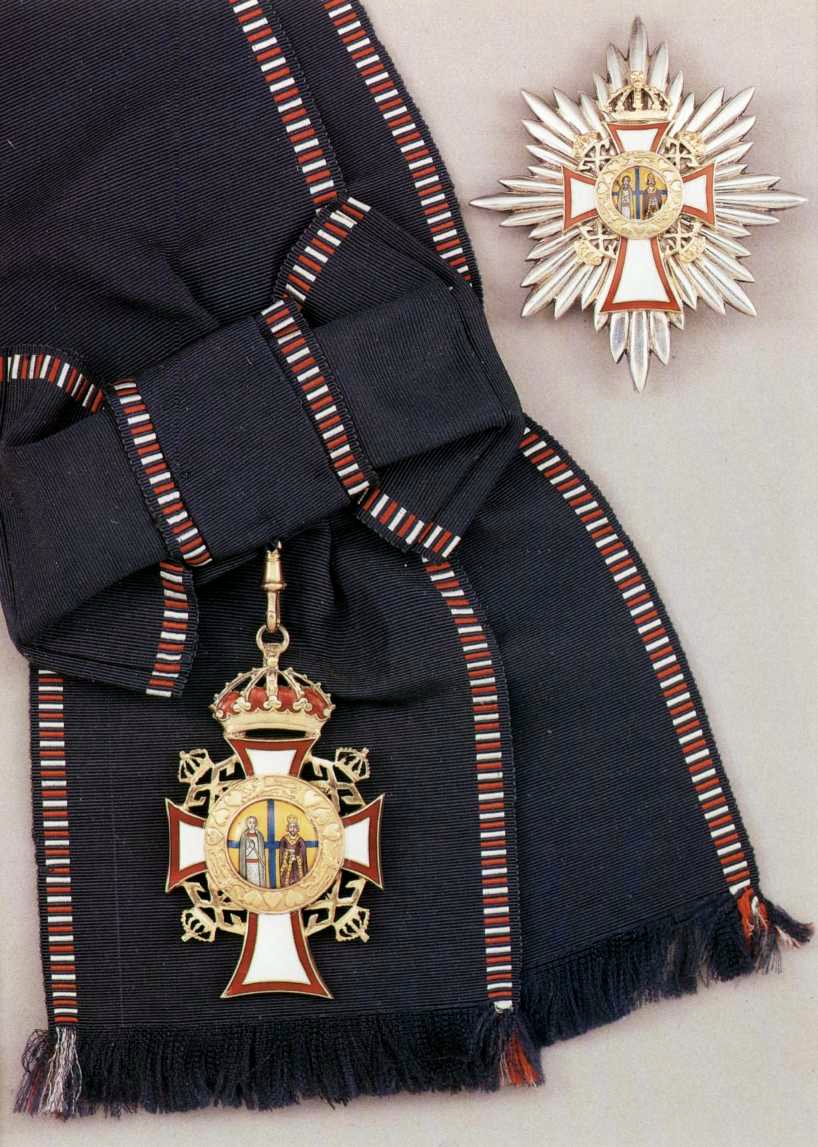
Großkreuz am Schulterband und Bruststern

Der Orden des Heiligen Georg und Heiligen Konstantin (griechisch Βασιλικό και οικογενειακό τάγμα  Αγίων Γεωργίου και Κωνσταντίνου Vasiliko ke ikogeniako tagma Agion Georgiou ke Konstantinou, „Königlicher und Familien-Orden der Heiligen Georg und Konstantin“) wurde 1936 durch König Georg II. von Griechenland zur Erinnerung an die Könige Georg I. und Konstantin I. und aus Ehrerbietung gegenüber den orthodoxen Heiligen, deren Namen diese Könige trugen, gestiftet. Der Orden ist Männern vorbehalten und wurde für außergewöhnliche, dem Königshaus geleisteten Dienste verliehen. Der regierende Monarch war Großmeister des Ordens. Das Pendant für weibliche Ordensträger ist der Orden der Heiligen Olga und der Heiligen Sophia.

## Ordensklassen
Der Orden besteht aus sechs Klassen sowie einer angeschlossenen Medaille in drei Stufen (Silber vergoldet, Silber und Bronze).
- Collane (griechisch Περιδέραιο Peridério)
- Großkreuz (griechisch Μεγαλόσταυρος Megalóstavros)
- Großkommandeur (griechisch Ανώτερος Ταξιάρχης Anóteros Taxiárchis)
- Kommandeur (griechisch Ταξιάρχης Taxiárchis)
- Goldenes Kreuz (griechisch Χρυσούς Σταυρός Chrisoús Stavrós)
- Silbernes Kreuz (griechisch Αργυρούς Σταυρός Argiroús Stavrós)

Alle Klassen konnten für Militärverdienste auch mit gekreuzten Schwertern verliehen werden.

## Ordensdekoration

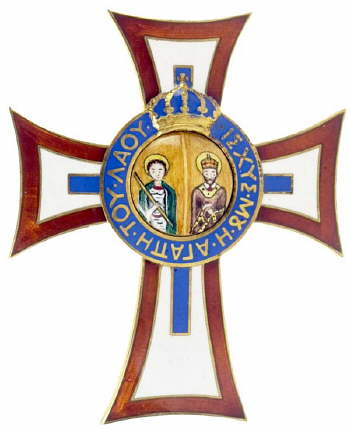
Ordenszeichen

Das Ordenszeichen ist ein aus Gold gefertigtes, rotgerändertes weiß emailliertes Tatzenhochkreuz, das an einer Krone hängt. In den Kreuzwinkeln die gekrönte und gespiegelte Initiale
Γ (G für Georg)
. Auf dem Kreuz liegt ein Medaillon auf, das ein Porträt der orthodoxen Heiligen Helena und Konstantius auf goldenem Grund mit einem blauen Kreuz im Hintergrund zeigt. Das Medaillon wird von einem goldenen Reif umschlossen und darin sind abwechselnd drei Löwen und neun Herzen als Hinweis auf den dänischen Ursprung des griechischen Königshauses abgebildet. Das Ordenszeichen für Ritter ist aus Silber.
Die runde Medaille zeigt das nach rechts gewendete Brustbild von Georg II. mit der Umschrift 
ГЕΩΡΓΙΟΥ Β′ ΒΑΣΙΑΕΥΣ ТΩΝ ΕΛΛΗΝΩΝ 1936 (Georg II. König der Hellenen 1936)
. Für Militärverdienste wurden gekreuzte Schwerter dem Band hinzugefügt.
Die goldene Collane zeigt abwechselnd die gespiegelte und gekrönte griechische Letter 
Γ
sowie ein gekröntes 
Κ (für Konstantin)
sowie einen Löwen mit drei Herzen. Zu der Collane wurde ein vergrößertes Ordenszeichen als Brustkreuz getragen. Das Medaillon dieses Kreuzes trägt die Umschrift 
ΙΣΧΥΣ ΜΟΥ Η ΑΓΑΠΗ ΤΟΥ ΛΑΟΥ (Meine Stärke ist die Liebe des Volkes)
.
Die Insignien sind nach dem Ableben des Inhabers rückgabepflichtig.

## Trageweise
Das Großkreuz wurde an einer Schärpe von der rechten Schulter zur linken Hüfte sowie mit einem achtstrahligen Bruststern getragen, auf dem das Ordenszeichen aufliegt, das von einer Krone überragt ist.
Das Großkommandeurkreuz wurde als Halsorden sowie mit einem Bruststern in Form eines Malteserkreuzes mit ausgefüllten Kreuzwinkeln getragen. Kommandeure tragen die Auszeichnung um den Hals, Offiziere und Ritter am Band auf der linken Brustseite.

Das Ordensband ist dunkelblau mit abwechselnd roten und weißen, waagrechten Streifen längs der Ränder.

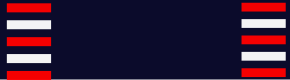
Bandschnalle